# Wirt Għawdex
Die Wirt Għawdex ist eine auf freiwilliger Mitgliedschaft beruhende Nichtregierungsorganisation auf der maltesischen Insel Gozo mit Sitz in Ir-Rabat Għawdex, die, ähnlich wie der englische National Trust, im Bereich der Denkmalpflege tätig ist. Die 1981 gegründete Organisation finanziert sich über Mitgliedsbeiträge und Sponsoring.
Wirt Għawdex will das Wissen und die Erhaltung des natürlichen, archäologischen, historischen und anthropologischen Erbes der Inseln Gozo und Comino fördern. Die Organisation betreibt dazu Öffentlichkeitsarbeit und beteiligt sich an politischen Diskussionen auf den Gebieten der Restaurierung, Sanierung und Verwaltung des Kultur- und Naturerbes der Inseln. Daneben werden spezielle Bildungsprogramme für Schüler angeboten. Wirt Għawdex beteiligt sich auch mit dem Ministry for Gozo und anderen Organisationen an der Restaurierung von Baudenkmalen.
Die Organisation wird von einem Komitee geleitet. Vorsitzender dieses Komitees ist derzeit Joseph Caruana. Der Sitz der Organisation befindet sich in Rabat.

## Projekte
Wirt Għawdex war bzw. ist an der Restaurierung folgender Objekte beteiligt:
- St John’s Demi-bastion, Gunpowder Magazine, Silos & World War II Shelters - Cittadella
- Mġarr ix-Xini Tower
- Dgħajsa tal-Latini
- St Cecilia Chapel
- Is-Salvatur